# Riviera delle Palme (Liguria)

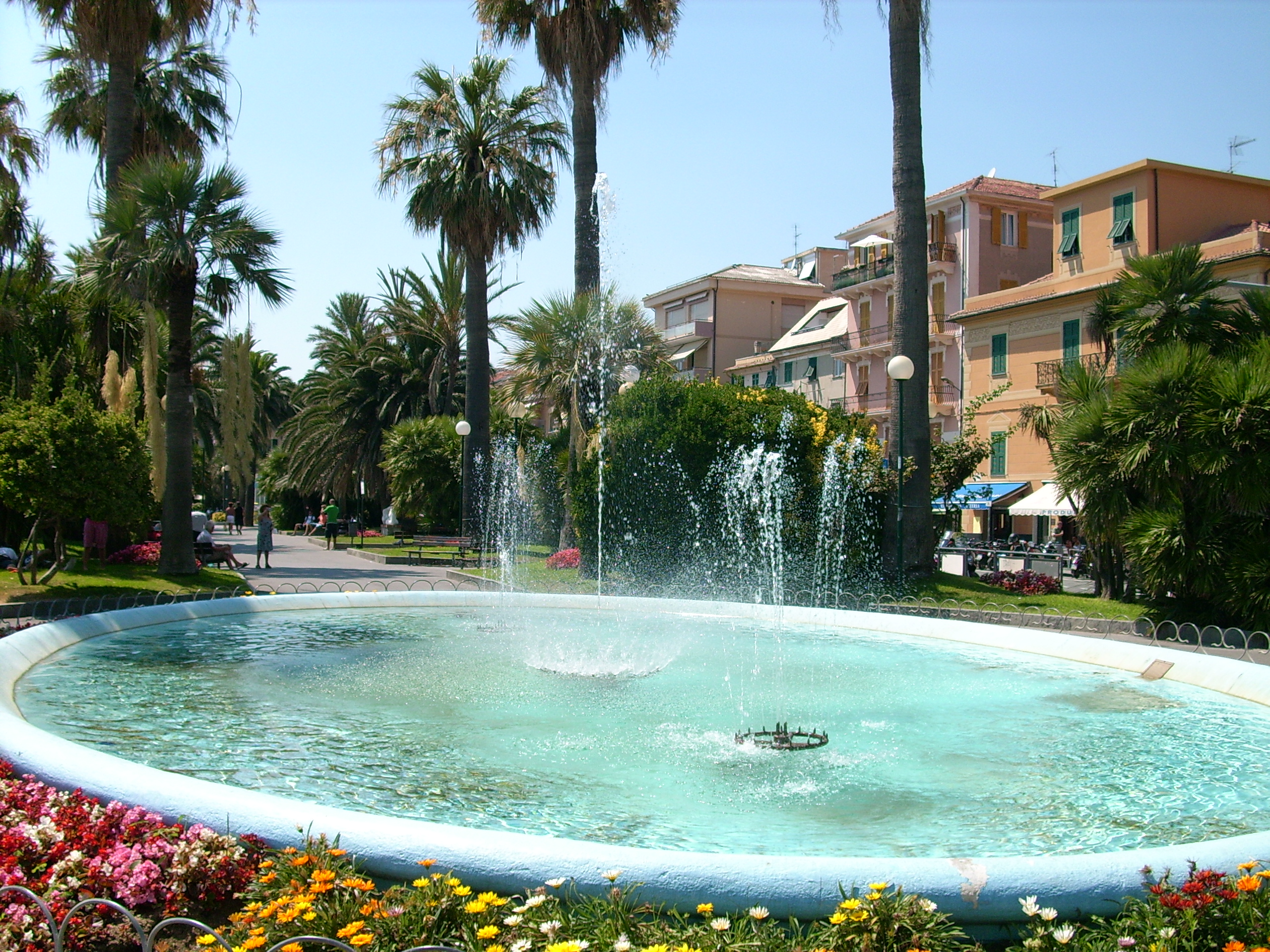
Varazze

La Riviera delle Palme (Rivêa d'e pârmue in ligure) è quel tratto di costa della Liguria e del Mar Ligure, che fa parte della Riviera Ligure di Ponente e coincide con il litorale dei comuni costieri della Provincia di Savona: si estende esattamente, da Est ad Ovest, dalla foce del torrente Arrestra nel comune di Varazze, al confine col comune di Cogoleto (GE) fino al punto di scollinamento di Capo Mimosa in quel di Andora, al confine col comune di Cervo (IM).

## Geografia
È caratterizzata da spiagge ampie e sabbiose e da più frequenti tratti rocciosi e da un entroterra collinoso che si estende fino da poche centinaia di metri dal mare.

### Costa
Sulla costa, per circa 70 km di lunghezza, la Riviera delle Palme è caratterizzata da una grande varietà morfologica; ad Andora c'è una spiaggia molto lunga con fondali che si inclinano lentamente e la sabbia è dorata, a Laigueglia la sabbia è leggermente rosata, mentre ad Alassio è dorata, col fondale di poche decine di centimetri che penetra a lungo nel mare. A Ceriale e Borghetto Santo Spirito la spiaggia è ghiaiosa, così come a Pietra Ligure e Borgio Verezzi. Appena più in là la costa diventa rocciosa in corrispondenza del promontorio di Caprazoppa e, a Finale Ligure, la spiaggia è a tratti sassosa a tratti sabbiosa; a Varigotti la sabbia è abbastanza fine, di colore avorio, mentre in prossimità di Capo Noli la sabbia è bianca. Proseguendo ancora verso Genova si arriva a Bergeggi, con fondali subito profondi, mentre a Vado Ligure e Savona questi si inclinano più lentamente. Ad Albissola Marina la sabbia è nuovamente rosata, cambiando poi verso il colore avorio a Varazze e, infine, bianca in prossimità dei Piani d'Invrea.

### Isole
La Riviera della Palme è caratterizzata da due Isole, l'Isola di Bergeggi e l'Isola Gallinara.

#### Isola di Bergeggi
L'Isola di Bergeggi o di Sant'Eugenio è un isolotto situato nei pressi della costa ligure, nella Riviera di Ponente, di fronte al comune di Bergeggi. Sull'estremità del piccolo promontorio di Punta Predani dista dall'isola circa 280 metri.

#### Isola Gallinara
L'isola Gallinara è un'isola situata nei pressi della costa ligure, nella Riviera di Ponente, di fronte al comune di Albenga al quale appartiene. L'isola dista 1,5 km dalla costa, dalla quale è separata da un canale profondo in media 12 m; essa costituisce la Riserva naturale regionale dell'Isola di Gallinara.

## Natura

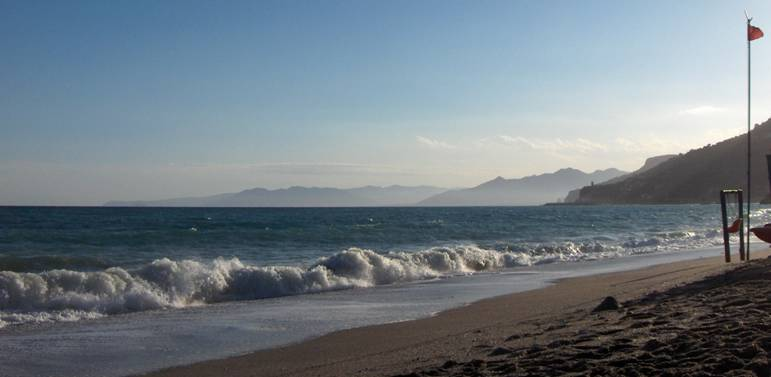
Varigotti

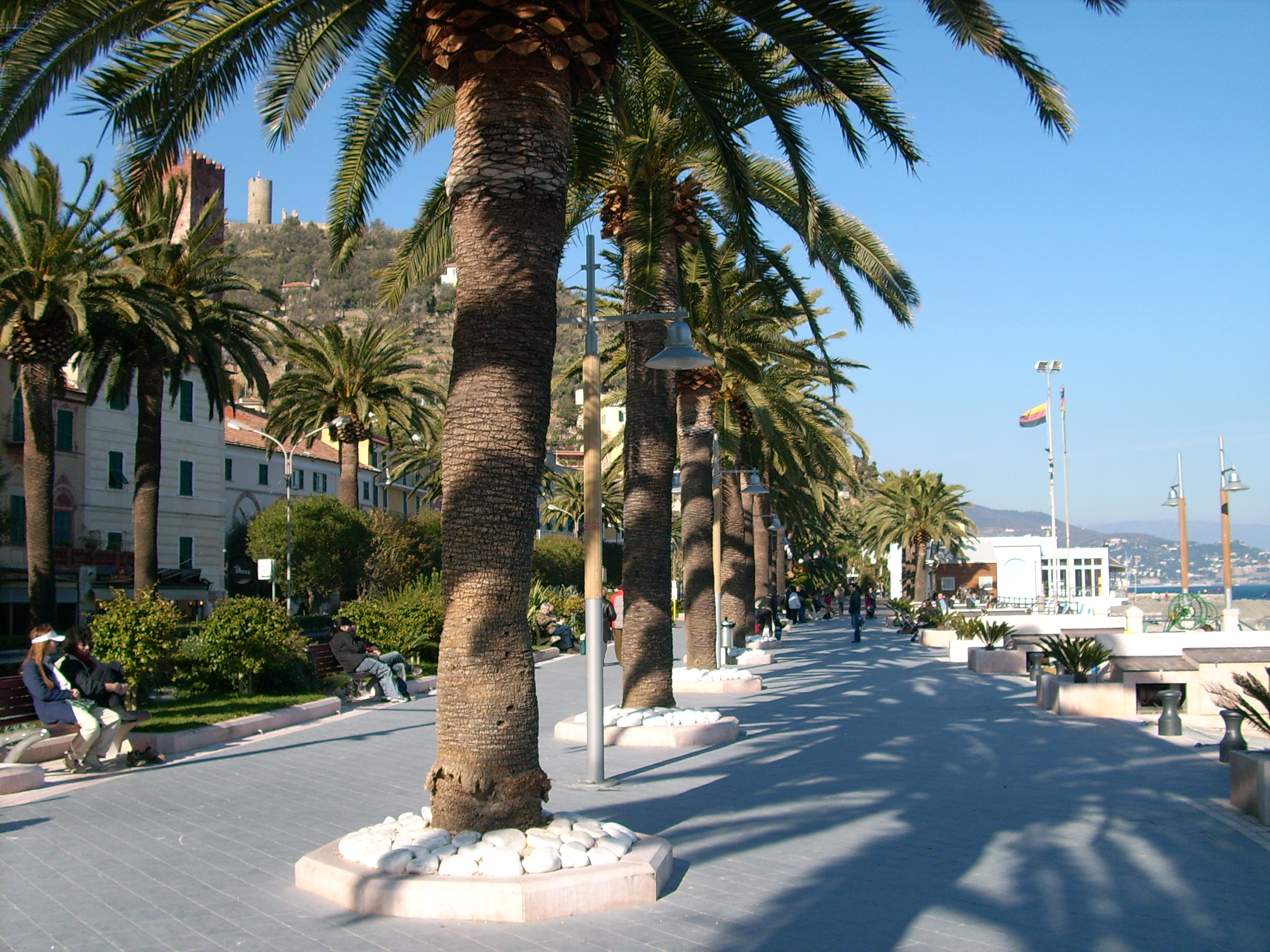
Noli

### Flora marina
La flora marina tipica della Riviera è composta da un gran numero di alghe; in particolare è facile incontrare la Ulva lactuca e la Enteromorpha compressa, quest'ultima spesso a filo dell'acqua o sul guscio delle patelle.
La frequenza di alghe del genere Bryopsis è piuttosto alta, con specie come la Bryopsis plumosa e la Bryopsis duplex. Sui fondali sabbiosi si può incontrare la Caulerpa prolifera, la Padina pavonia o ricche praterie di Posidonia oceanica. Comuni anche la Cystoseira ericoides, il Gelidium pectinatum e la Polysiphonia sertularioides.

### Fauna marina
La fauna marina tipica della zona è quella reperibile su tutta la Riviera ligure di ponente: aguglie (Belone belone), bughe (Boops boops), castagnole rosse (Anthias anthias), orate (Sparus aurata), occhiate (Oblada melanurus), saraghi (Diplodus sargus), pagari (Pagrus pagrus) e le onnipresenti bavose, in un ambiente ricco, sotto certe profondità, di gorgonie rosse (Paramuricea clavata) e bianche (Eunicella singularis).
Talvolta si possono inoltre incontrare gronghi (Conger conger), scorfani, cernie (Epinephelus marginatus), aragoste (Palinurus elephas), rane pescatrici (Lophius piscatorius) e i grandi pesci luna (Mola mola).

## Economia e turismo

### Subacquea
Sebbene non conosciuta come altre zone della Liguria (per citarne una: la Riserva marina di Portofino) la Riviera delle Palme offre interessanti spunti per i praticanti la subacquea: in particolare l'isola di Bergeggi, all'interno della Riserva naturale regionale di Bergeggi, è rinomata per le immersioni abbastanza semplici, adatte anche ai principianti.
Altri punti interessanti lungo la riviera sono:
- Relitto "degli Aranci" (Juan de Astirraga)[2]
Di fronte a Laigueglia, un mercantile spagnolo affondato durante la seconda guerra mondiale, divenuto la tana di gronghi, scorfani e di una cernia[3] e, in primavera, di qualche San Pietro. L'immersione notturna è caratterizzata dalle alicia mirabilis. La profondità va dai 18 ai 22 metri.
- Capo Mele (43°57′36.73″N 8°10′36.29″E)
Tra Andora e Laigueglia, è adatto anche alla pratica dell'apnea da parte degli esperti. La profondità varia tra i 10 e i 20 metri, con vaste aree ricoperte da posidonia oceanica, in cui è frequente l'incontro con aguglie, nel periodo autunnale, e bughe. Per i sub ci sono zone interessanti più profonde, fino a 42 metri[3], ricche di gorgonia rossa e bianca:
  - il Giardino[4], ricco di gorgonie bianche, dai 29 ai 36 metri;
  - gli Scoglietti di Capo Mele[4], dai 34 ai 40 metri, una immersione in corrente abbastanza impegnativa.

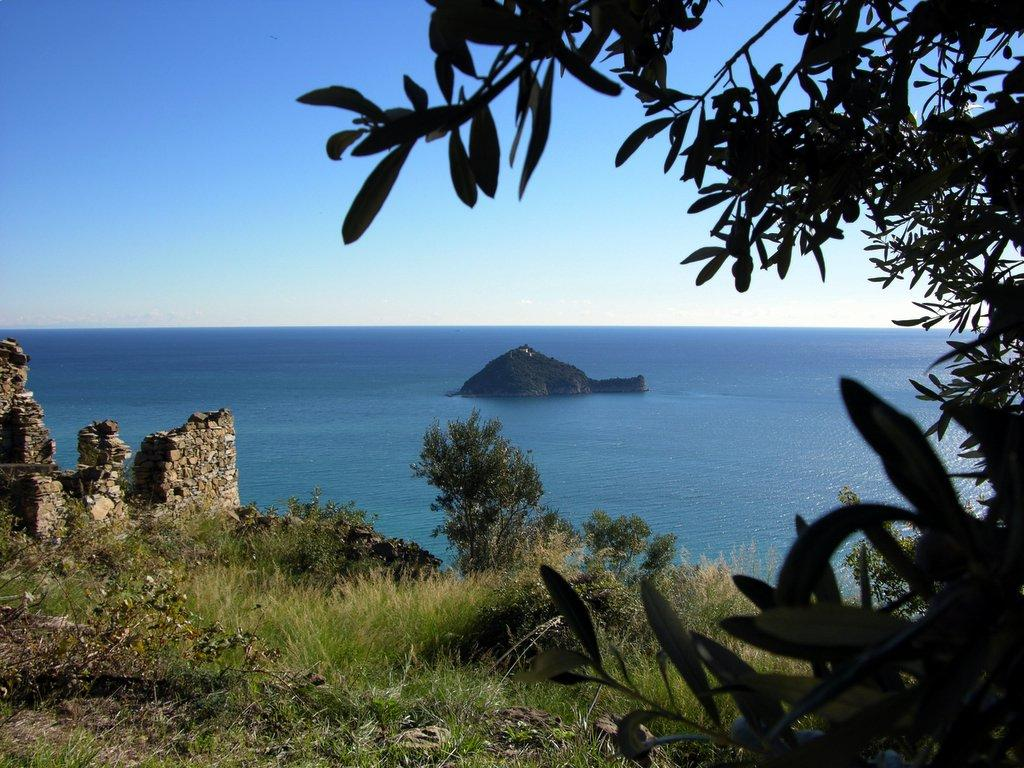
Isola Gallinara

- Isola Gallinara (44°01′32.14″N 8°13′35.97″E)
Oltre alle immersioni dell'isola va segnalata la presenza, vicino all'isola, del relitto dell'Umberto I (44°01′08″N 8°14′03.32″E)[5], affondato il 14 agosto 1917 e posato a circa 50 metri di profondità, ancora in ottime condizioni[3]. La prua del relitto è a 28 metri di profondità, ed è diventata la tana di un grosso grongo[4].
- Relitto Città di Sassari[6] (44°06′03.5″N 8°15′02.65″E)[5]
Di fronte a Borghetto Santo Spirito, affondato dal sommergibile tedesco U 64[7] durante la prima guerra mondiale il 1º dicembre 1917[3] e posato da 24 a 28 metri di profondità[7]. È popolato da un gran numero di castagnole rosse[3].
- Relitto del Oued Tiflet (anche Tyflet o Tiflys) (44°07′02.95″N 8°17′02.73″E)[5]
Di fronte a Loano, ad una profondità "tecnica" che varia tra i 45 e i 51 metri[4], la nave francese da trasporto Oued Tiflet venne affondata il 14 gennaio 1943 dal sommergibile britannico P 212-HMS Sahib[5][7]. Oggi ospita un gran numero di castagnole e, tra le strutture, anche alcune aragoste e, in inverno, qualche rana pescatrice. Il relitto è un'immersione per esperti, sia per la profondità che per la presenza di molti reti da pesca che possono costituire un pericolo.
- Secca delle Stelle
Un'immersione semplice, adatta a chiunque, ottima anche per le immersioni notturne. La secca si trova ad una profondità compresa tra i 13 e i 28 metri di profondità, a circa 600 metri da riva di fronte al porto di Finale Ligure. È caratteristica la presenza di parazoanthus axinellae[7], di alcuni grossi gronghi e di numerosissimi nudibranchi, in particolare Flabellina affinis e Peltodoris atromaculata; abbondante il pesce sopra il cappello della secca, con orate, occhiate, saraghi e cefali. Talvolta si possono incontrare pesci luna e rane pescatrici[8]. La secca prende il nome dall'abbondanza delle stelle marine rosse che vi si possono trovare.
- Secca di Marassi
Dai 24 ai 36 metri[4] consiste in un panettone roccioso, un po' più al largo della Secca delle Stelle. Vi si possono incontrare aragoste, astici in mezzo ad abbondanti cerianthus.
- Secca del Magazzino
Il punto di immersione chiamato Garage, dai 24 ai 30 metri[4], è meta di appassionati di fotografia subacquea per via dell'abbondanza di bryozoa e di nudibranchia, in mezzo al giallo della madrepora.

## Comuni interessati

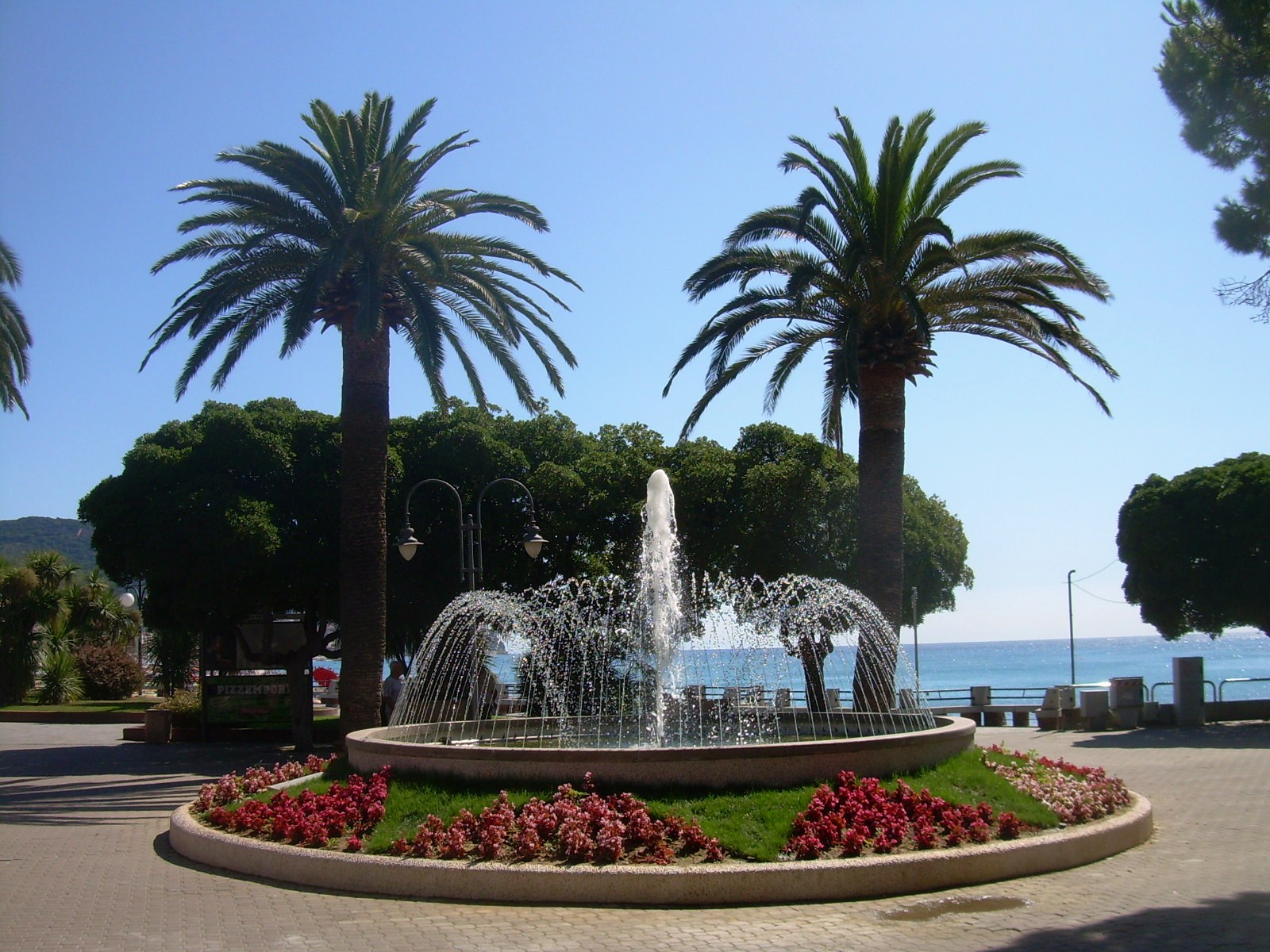
Pietra Ligure

Si affacciano sulla Riviera delle Palme i seguenti comuni:
- Varazze
- Celle Ligure
- Albisola Superiore
- Albissola Marina
- Savona
- Vado Ligure
- Bergeggi
- Spotorno
- Noli
- Finale Ligure
- Borgio Verezzi
- Pietra Ligure
- Loano
- Borghetto Santo Spirito
- Ceriale
- Albenga
- Alassio
- Laigueglia
- Andora